# Daniel Strigel
Daniel Strigel (Mannheim, 13 febbraio 1975) è uno schermidore tedesco, specializzato nella spada. Ha vinto una medaglia di bronzo nella scherma ai Giochi olimpici.